# Segelflug-Grand-Prix
Beim Segelflug-Grand-Prix handelt es sich um eine noch recht junge Wettbewerbsform im Segelflug. Sie wurde vor allem unter Gesichtspunkten der medialen Vermarktbarkeit entwickelt. 

## Entwicklung
Regelwerk und Ablauf herkömmlicher Wettbewerbe sind für Laien und Medienvertreter nur schwer zu verstehen. Deshalb entschloss man sich im IGC (International Gliding Commission), eine neue, einfacher zu vermittelnde Wettbewerbsform zu entwickeln. Der erste Grand Prix wurde 2005 in Saint Auban durchgeführt.

## Ablauf
An jedem Wertungstag wird eine Aufgabe zwischen 200 und 400 km gestellt. Auch sog. Sprintrennen sind möglich, von denen eines nur ca. 30 Minuten dauert. Im Gegensatz zu herkömmlichen Wettbewerben starten alle Flugzeuge im sog. Regattastart gleichzeitig. Weil dadurch der Pilot, der als Erster die Ziellinie überquert, auch der Tagessieger ist, ist es für Laien einfacher, dem Wettbewerb zu folgen. Ähnlich wie in der Formel 1 bekommen die Teilnehmer abhängig von ihrer Platzierung in der Tageswertung Punkte, die dann das Gesamtklassement ergeben.

## Mediale Aufbereitung
Durch moderne Hard- und Software ist es möglich, die teilnehmenden Flugzeuge sehr genau zu verfolgen. Tracking-Systeme, welche ihre Position mit Hilfe von GPS bestimmen und diese via Satellit oder anderer Funkverbindung an eine Bodenstation übertragen, machen eine virtuelle Darstellung des Luftrennens in medial aufbereiteter Form möglich.
Auch haben sich On-Board-Kameras und Verfolgerflugzeuge mit Live-Videoübertragung etabliert. Somit sind Segelflugwettbewerbe zum ersten Mal für eine breite Öffentlichkeit zugänglich und leicht zu verstehen.

## Kritik
An der neuen Wettbewerbsform wurde in letzter Zeit auch immer wieder Kritik laut, nicht zuletzt da durch den Regatta-Start die ursprüngliche Intention des normalen ‚entzerrten‘ Abflugverfahrens (die Teilnehmer können ihren tatsächlichen Abflugzeitpunkt selbst wählen) ad absurdum geführt wird. Beim Grand-Prix sind damit alle teilnehmenden Flugzeuge auf engstem Raum unterwegs, was von vielen Piloten als sehr gefährlich eingestuft wird. Auch der eventuelle Leistungsdruck von Medien auf die Piloten steht hier in der Kritik. Nicht zuletzt haben zwei tödliche Unfälle auf Grand-Prix-Wettbewerben innerhalb eines Jahres die Diskussion weiter angeheizt.